# San Isidro Matancillas
San Isidro Matancillas es una localidad del estado mexicano de Jalisco. Es parte del municipio de Ojuelos de Jalisco.

## Toponimia
El nombre «San Isidro» hace referencia al santo patrono de la localidad: Isidro Labrador.

## Demografía
| Gráfica de evolución demográfica |
|                                  |

| Censo | Población |
| ----- | --------- |
| 1900  | 576       |
| 1910  | 1 263     |
| 1921  | 978       |
| 1930  | 1 037     |
| 1940  | 1 314     |
| 1950  | 1 360     |
| 1960  | 1 449     |
| 1970  | 1 252     |
| 1980  | 1 547     |
| 1990  | 2 067     |
| 2000  | 3 788     |
| 2010  | 4 784     |
| 2020  | 5 435     |